# أسعد قلادة

فيلم باب الحديد

أسعد قلادة (بالإنجليزية: Asaad Kelada)‏ هو مخرج تلفزيوني، أمريكي من أصل مصري مواليد 1941، القاهرة. شكلت مسلسلاته التلفزيونية زائراً يومياً لأجيال من الأميركيين منذ أكثر من ربع قرن.
درس في الجامعة الأمريكية بالقاهرة، على يد المخرج العالمي يوسف شاهين الذي شجعه على السفر لإكمال دراسته في الولايات المتحدة الأمريكية.

## بعض أعماله
أخرج العديد من المسلسلات الأمريكية التي حققت نجاحاتٍ باهرةٍ منذ سبعينيات القرن العشرين. من المسلسلات التي أخرجها مسلسل «رودا» الكوميدي (1976-1978)، حيث حقق نجاحاً كبيراً وكان باكورة أعماله، «إذاعة (دبليو كي آر بي) في سينسيناتي» الكوميدي (1978-1982)، مسلسل «هوز ذا بوس» العائلي (1984-1990) والذي أخرج منه قلادة 117 حلقة وحقق رواجاً، بالإضافة إلى مسلسل «الجميع يحب ريموند» الكوميدي (2000-2001). وفاقت المسلسلات التلفزيونية التي أخرجها أو كتبها وأخرجها 25 مسلسلاً كوميدياً، وخمس مسلسلات عائلية، مسلسلين رومانس، بالإضافة للعديد من الأفلام الوثائقية، وذلك منذ 1976 وحتى 2007.

## فيلموجرافيا
- - تمثيل (2 عمل)
- نداء العشاق

فيلم 1960 أبو دراع
- باب الحديد

فيلم 1958
- - إخراج (4 أعمال)
- 1. Ruby

مسلسل 2009
مخرج
- 2. Everybody Loves Raymond

سيت كوم 1996
مخرج
- 3. Who's" the Boss

مسلسل 1984
مخرج
- 4. Rhoda

مسلسل 1974
مخرج